# Von (musikgrupp)
Von är ett amerikanskt black metal-band som trots dess kortvariga aktiva period varit en viktig influens för senare band inom genren, framför allt för band inom den andra vågen av black metal.

## Biografi
Gruppen startade år 1988 i San Francisco i Kalifornien och anses vara den första amerikanska black metal-gruppen. De ursprungliga medlemmarna var Goat (då under namnet Von), Snake och Venien, men den sistnämnde lämnade bandet år 1990. Goat och Snake gjorde därefter en spelning som duo innan Kill tidigt år 1991 gick med som ersättare för Venien, och tillsammans spelade de in demon Satanic Blood. Mellan 1991 och 1992 genomförde bandet ett par livespelningar och spelare in demon Blood Angel. Den släpptes dock inte och bandet splittrades kort därefter.
År 2003 släppte Nuclear War Now! en samlingsskiva med bandets båda demos (inklusive den tidigare outgivna Blood Angel) och en inspelning av en liveshow. Originalmedlemmarna Goat och Venien kände inte till detta och hade inte godkänt utgivningen.
Mycket lite var ursprungligen känt om bandmedlemmarnas identiteter. Det man visste var att Kill var Joe Allen från banden Abscess och Eatmyfuk.
År 2010 gjorde bandet oväntat comeback och spelade på Armageddon Festival i London. De gamla medlemmarna Goat och Venien var kvar och två nya medlemmar hade tillkommit; Blood på trummor och J. Giblet G. som en ytterligare gitarrist, vilket enligt Goat ska ge mer musikalisk flexibilitet . Goat och Venien har dessutom startat varsitt eget musikprojekt vid sidan av Von med namnen Von Goat respektive Von Venien.

### Musikstil
Von spelar en typ av mycket enkel black metal med korta sånger, blast beats i stort sett genomgående och ofta inte mer en två eller tre olika, enkla riff. Sångstilen är mycket guttural och påminner snarare om death metal än black metal.

### Kult
Von har fått kultstatus inom många black metal-kretsar och deras få inspelningar anses vara stilbildande inom black metal-genren. Många framstående band har gjort covers på deras låtar, däribland Dark Funeral, Enthroned, Krieg, Taake, Tremor och Watain. Watains namn är dessutom taget från en låt av Von. Varg Vikernes ska även ha spridit kopior av Satanic Blood och under rättegången där han åtalades för mord bar han en tröja med Vons logotyp.

### Namnet
Von har ibland misstagits för en förkortning av Victory, Orgasm, Nazi. Detta härstammar från en telefonintervju med Varg Vikernes då han var tvungen att bokstavera namnet för intervjuaren. Enligt bandet själva står namnet inte för något mer än "bilder av mörker och blod".

## Medlemmar
Nuvarande medlemmar
- Venien (Jason Ventura) – basgitarr, sång (1987–1990, 2010– )
- HangMan (Carter Grant) – gitarr (2013– )

Tidigare medlemmar
- Snake (aka Vennt) – trummor (1987–1992)
- Goat (Shawn Calizo) – gitarr, sång (1987–1992, 2010)
- Kill (Joe Trevisano) – basgitarr (1990–1992)
- Lord Giblete (Jon Gonzalez) – sologitarr (2010–2013)
- Dirty FvKn! Pistols (Anthony Mainiero) – trummor (2012–2015)
- M.L. (Micah Leonetti) – basgitarr (2015)
- Rudy (Rudy Steinhauser) – trummor (2015; död 2017)
- Jeff Wilson – gitarr (2015)

Turnerande medlemmar
- Blood (Diego Arredodndo) – trummor (2010)
- Xaphan (Julian Hollowell) – gitarr (2012)
- Hammer of Dread (Alex Bank Rollins) – gitarr (2012)
- CG (Carter Grant) – gitarr (2013)

## Diskografi
Demo
- Satanic – 1990
- Satanic Blood – 1992 (inspelad 1991)
- Blood Angel – inspelad mellan 1991 och 1992, men inte utgiven förrän 2003 på samlingsskivan Satanic Blood Angel.

Studioalbum
- Satanic Blood – 2012
- Dark Gods: Seven Billion Slaves – 2013
- Dark Gods: Birth of the Architects – 2017

Livealbum
- Live at the Stone - San Francisco CA 1991 – 2009

EP
- Satanic Blood – 2010 (nyinspelning av tre gamla låtar med den nya banduppsättningen)

Singlar
- "Ritual of the Black Mass" – 2013
- "Dark Gods: Mother" – 2014
- "Dark Gods: The Culling" – 2014
- "Dark Gods: Muse of Evil" – 2014
- "Dark Gods: Abandon" – 2014
- "Dark Gods: DemonSkin" – 2014
- "Dark Gods: Invasion (Bass Demo)" – 2015
- "Dark Gods: Black Lotus (Bass Demo)" – 2015
- "Dark Gods: Ritual of the Black Mass" – 2015
- "Dark Gods: Rise of the Ancients" – 2015
- "Dark Gods: The Council of Seven" – 2015
- "Dark Gods: Architects of Death" – 2015
- "Dark Gods: Tombs" – 2015

Samlingsskivor
- Satanic Blood Angel – 2003 (ej officiell [2])

Bootlegs
Flera bootlegs har givits ut med Vons musik. Den mest kända är kanske Devil Pigs som är en split med Dark Funeral.